# Vàng nhựa
Vàng nhựa (danh pháp: Garcinia vilersiana) là một loài thực vật có hoa trong họ Bứa. Loài này được Pierre miêu tả khoa học đầu tiên năm 1882.